# Steve Harris
Steve Harris (născut Stephen Percy Harris; n. 12 martie 1956, Londra, Anglia, Regatul Unit) este fondatorul, basistul și principalul compozitor al trupei de heavy metal Iron Maiden.
El înființează trupa în 1975, la numai 18 ani; el și Dave Murray fiind singurii membri originali ramași în trupă.
Steve Harris a lucrat inițial ca desenator tehnic, dar renunță la această slujbă odată cu formarea trupei. În anii '70 este membru în echipa de fotbal de juniori ai West Ham United și acum fiind un mare suporter West Ham.
El învață de unul singur să cânte la bas, fiind influențat de basiști precum Chris Squire (de la Yes), John Deacon (de la Queen), Mike Rutherford (de la Genesis), Geddy Lee (de la Rush) sau Martin Turner (de la Wishbone Ash). Acum este considerat unul dintre cei mai buni basiști heavy metal. Harris spune ca nu a folosit niciodată pană de chitară pentru a cânta.
Prima trupă a lui Harris se numește "Gypsy's Kiss". Mai târziu se alătură trupei "Smiler" pe care o părăsește pentru a forma Iron Maiden. El numește astfel trupa fiind inspirat de numele unui instrument de tortură medieval (folosit in special de Inchiziția spaniolă) pe care îl vede în filmul "Omul cu masca de fier".

## Albume cu Iron Maiden
- Iron Maiden (1980)
- Killers (1981)
- The Number of the Beast (1982)
- Piece of Mind (1983)
- Powerslave (1984)
- Live After Death (1985)
- Somewhere in Time (1986)
- Seventh Son of a Seventh Son (1988)
- No Prayer for the Dying (1990)
- Fear of the Dark (1992)
- A Real Live One (1993)
- A Real Dead One (1993)
- Live at Donington (1993)
- The X Factor (1995)
- Virtual XI (1998)
- Brave New World (2000)
- Rock in Rio (2002)
- Dance of Death (2003)
- Death on the Road (2005)
- A Matter of Life and Death (2006)
- The Final Frontier
- The Book of Souls